# عمان ال‌ان‌جی
عمان ال‌ان‌جی (انگلیسی: Oman LNG) شرکت گاز مایع عمانی است، که در سال ۱۹۹۴ توسط قابوس بن سعید تأسیس شد. این شرکت مالک ۳ کارخانه گاز مایع است و ظرفیت تولید ال‌ان‌جی آن معادل ۱۰٫۴ میلیون تن در سال می‌باشد.